# فردریک دیندلوکس
فردریک دیندلوکس (انگلیسی: Frédéric Dindeleux؛ زادهٔ ۱۶ ژانویهٔ ۱۹۷۴) بازیکن فوتبال اهل فرانسه است.
از باشگاه‌هایی که در آن بازی کرده‌است می‌توان به باشگاه فوتبال کیلمارنوک، باشگاه فوتبال لیل، باشگاه فوتبال زولته وارخم، و باشگاه فوتبال اوستنده اشاره کرد.